# ألبرت جيويل
ألبرت جيويل (بالإنجليزية: Albert Jewell) هو طيار أمريكي، ولد في 1886، وتوفي في 13 أكتوبر 1913 في المحيط الأطلسي.